# La oración del huerto (El Greco, Cuenca)
La oración del huerto de Getsemaní, que se encuentra en el Museo Diocesano Catedralicio de Cuenca, es una pintura del Greco, realizada alrededor de 1605.

## Introducción
En su catálogo razonado de obras del Greco, Harold Wethey distingue dos modelos sobre este tema. El tipo I comprende tres pinturas de formato apaisado, mientras que los lienzos de formato vertical componen el tipo II. El presente lienzo pertenece a este segundo modelo.

## Tema de la obra
La Oración en el huerto de Getsemaní es un episodio citado en los cuatro evangelios canónicos. El evangelio de Juan ofrece una pequeña introducción (Jn 18: 1-3), y los tres evangelios sinópticos hacen una relación más detallada. El cuadro del Greco está basado en el relato del evangelio de Mateo (Mt  26:36-46)y en el del evangelio de Marcos (Mc 14: 32-42)—que son casi iguales— pero con elementos del evangelio de Lucas (Lc. 22: 39-4), como la aparición de un ángel, y la representación de Jesús arrodillado y no prosternado.

## Análisis de la obra

### Datos técnicos y registrales
- Museo Diocesano Catedralicio, en el Palacio Episcopal de Cuenca;
- Pintura al óleo sobre lienzo:
- Dimensiones: 86 x 50 cm;
- Datación: hacia 1605-1610;
- Firmado con letras griegas en cursiva, en la esquina inferior derecha: δομήνικος θεοτοκóπολης (sic) ε'ποíει;
- Catalogado por Wethey con el n º.34 y por Tiziana Frati con el n º.153-g.[7]

### Comentario sobre la obra
Según Wethey, esta versión es de una ejecución más mecánica, comparada con La oración del huerto (Budapest). Los tres apóstoles llevan vestidos de color amarillo grisáceo, y los dos que están en los extremos llevan túnicas azules. La superficie alrededor de la cabeza de Cristo está muy retocada.
En los lienzos conservados de esta tipología, El Greco representa a Cristo en éxtasis, a pesar de que el ángel le ofrezca el cáliz de la Pasión. Sin embargo, según José Gudiol, en este lienzo la figura de Jesús es especialmente patética. El Dibujo de La oración en el Huerto, atribuido al Greco, podría ser un estudio para esta obra, o para alguna otra versión de este mismo tema.

## Procedencia
- Las Pedroñeras, Iglesia parroquial.[11]